# 森根塔尔
森根塔尔是德国巴伐利亚州的一个市镇。总面积28.52平方公里，总人口2889人，其中男性1635人，女性1254人（2011年12月31日），人口密度101人/平方公里。